# Вылче-Поле
Вылче-Поле (болг. Вълче поле) — село в Болгарии. Находится в Хасковской области, входит в общину Любимец. Население составляет 340 человек.

## Политическая ситуация
В местном кметстве Вылче-Поле, в состав которого входит Вылче-Поле, должность кмета по результатам выборов исполняет Галина Димитрова Шидерова (коалиция трёх партий: Болгарская социалистическая партия, Болгарская социал-демократия, политический клуб «Фракия»).
По результатам выборов кмет общины Любимец — Янко Борисов Кючуков (коалиция трёх партий: Болгарская социалистическая партия, Болгарская социал-демократия, политический клуб «Фракия»).